# Singa bifasciata
Singa bifasciata là một loài nhện trong họ Araneidae.
Loài này thuộc chi Singa. Singa bifasciata được Ehrenfried Schenkel-Haas miêu tả năm 1936.